# Ferrari 156 F1
La Ferrari 156 F1 è stata la monoposto con cui la Scuderia Ferrari ha gareggiato in Formula 1 nel 1961 e nel 1962. Nonostante due prototipi del 1960 (246 P e 156 F2), la 156 F1 è comunemente indicata come la prima Ferrari a motore posteriore.
Progettata da Carlo Chiti con la collaborazione del neo-assunto Mauro Forghieri, era equipaggiata sia con un Dino V6 che con un 6 cilindri a V di 120°. Con Phil Hill ha vinto il campionato piloti e costruttori nel 1961.

## Contesto

Wolfgang von Trips, al volante della 156 F2, segue la 256 F1 di Richie Ginther in occasione del Gran Premio d'Italia 1960, seconda apparizione ufficiale del prototipo della futura 156 F1

Nel biennio 1958-1959, in Formula 1 ci fu un cambiamento epocale: si impose la formula del motore posteriore introdotta dagli "assemblatori" inglesi, in particolare dalla Cooper. In realtà questa scelta non era una vera e propria novità, perché la si era già vista prima nei decenni precedenti, e la stessa Cooper utilizzava quella formula, in gare minori, già dai primi anni '50.
In Formula 1, la scelta si rivelò vincente: permetteva infatti di costruire auto che, pur essendo meno potenti, davano diversi secondi al giro agli avversari, dato che il motore, posto alle spalle del pilota, oltre che risparmiare sul peso della trasmissione, permetteva di accentrare le masse, di ridurre la sezione frontale e di migliorare il comportamento dinamico della vettura in qualsiasi condizione.
In questo modo, si colmò il divario tra i poco potenti motori inglesi e i più performanti Ferrari, Maserati, Vanwall e Mercedes, che usavano gli ultimi ritrovati della tecnica per cercare le prestazioni piuttosto che la leggerezza.

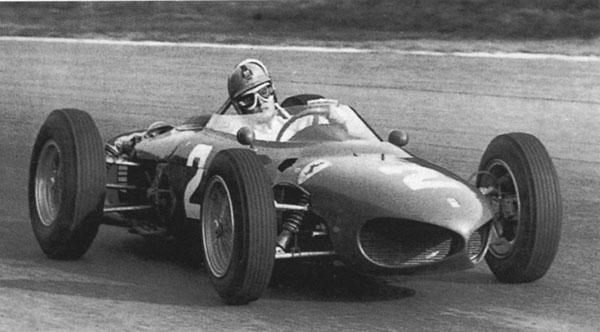
Giancarlo Baghetti a bordo della Ferrari 156 F1

Nonostante lo scetticismo di Enzo Ferrari,  l'ingegner Chiti, convinto della bontà della nuova formula, riuscì a convincerlo (anche grazie all'intercessione di Vittorio Jano) ed ottenne il via libera per cominciare a progettare una nuova monoposto.
In questo contesto si svolse anche una vicenda poco nota. Infatti, Ferrari pensava che Chiti avrebbe potuto lavorare meglio e più velocemente se avesse avuto un telaio Cooper da studiare, e si rivolse quindi all'amico Guglielmo Dei, proprietario della Scuderia Centro Sud, affinché questi gli prestasse in gran segreto uno dei telai Cooper che utilizzava per correre in Formula 1. Dei acconsentì e una sera del 1959 provvide a consegnare il telaio a un concessionario Ferrari di Modena che l'avrebbe poi trasferito a Maranello. Forse anche grazie a questa operazione, nacque la prima Ferrari a motore posteriore, la 246 P che partecipò a Gran Premio di Monaco 1960.

## Sviluppo
Nel 1961 entrò in vigore il nuovo regolamento della Formula 1 che prevedeva motori aspirati obbligatori con una cilindrata massima di 1 500 cm³ e minima di 1 300 cm³, e un peso minimo di 450 kg con acqua e olio ma senza carburante. Vennero inoltre resi obbligatori la messa in moto all'interno dell'abitacolo e il roll-bar, mentre furono vietati i rifornimenti di olio lubrificante durante la corsa.

Un'interessante immagine di una 156 F1 nuda. Su questo esemplare è montato il 6 cilindri a V di 65°

Per il progetto della nuova monoposto, in Ferrari si partì infatti dal collaudato motore Dino V6 della Dino 156 F2. Questo propulsore, progettato da Dino Ferrari in collaborazione con Vittorio Jano, presentava la particolarità dell'angolo tra le bancate a 65°; questa angolazione permetteva di realizzare dei condotti di aspirazione dritti, migliorando così l'alimentazione. I tecnici Ferrari adattarono il Dino V6 all'impiego in F1 modificandone leggermente la cilindrata (da 1489,35 a 1476,6 cm³), attraverso l'aumento dell'alesaggio (da 70 a 73 mm) e la diminuzione della corsa (da 64,5 a 58,8 mm), le stesse misure del 12 cilindri Colombo del 1953. Questa modifica, insieme all'adozione di una nuova testata, consentì così di ricavare 5 CV in più e di aumentare leggermente il regime massimo di rotazione. Restava da mettere il motore alle spalle del pilota, ma già nel 1960, dopo la 246 P, era stato approntato un nuovo prototipo a motore posteriore, la 156 F2, per studiare il comportamento della futura Formula 1. Con questa vettura Wolfgang von Trips partecipò al GP della Solitude, che vinse, al GP d'Italia, dove giunse 5º assoluto (1° tra le F2), e al GP di Modena (3º assoluto).
Oltre a perfezionare il Dino V6, Chiti si occupò anche di progettare un nuovo V6 a 120°, con l'intento di abbassare il baricentro della vettura e ottenere più spazio per i carburatori. Inizialmente questo motore fu afflitto da problemi di barbotage (l'olio restava in gran parte nel basamento impoverendo la lubrificazione), che vennero risolti ricorrendo a un maggior numero di pompe di recupero. Questo nuovo V6 risultò anche più leggero e prestazionale (190 CV a 9 500 giri). Allo sviluppo di questo motore partecipò anche il neo assunto Mauro Forghieri.
Il telaio fu mutuato da quello della 246 P e della 156 F2, con struttura tubolare a traliccio. Il cambio venne collocato leggermente a valle del mozzo delle ruote posteriori e furono adottati 4 freni a disco Dunlop. I serbatoi del carburante vennero collocati lateralmente e il radiatore, collocato nel muso, era ventilato da due grandi prese ovoidali, peculiarità stilistica della 156 F1, che le valsero il nome di shark nose (naso di squalo).
La 156 F1 fu utilizzata anche per la stagione 1962, ma la Ferrari, orfana di Chiti, Bizzarrini e di buona parte dei tecnici e dirigenti sportivi dell'anno precedente, non riuscì a dare un adeguato sviluppo tecnico alla vettura. Venne così abbandonata anche la realizzazione del nuovo motore progettato in collaborazione con la Gilera e già in fase esecutiva: un otto cilindri in linea, raffreddato ad aria e posizionato trasversalmente, con una potenza dichiarata di 215 CV a 11 000 giri/min.
La 156 F1 rimase così praticamente immutata; al cambio venne aggiunta la 6ª marcia e solo durante l'anno furono apportate radicali modifiche alla vettura, in previsione della versione del 1963: a partire da GP di Germania vennero infatti eliminate le caratteristiche prese d'aria frontali in favore di una singola apertura ovoidale; furono modificati anche il posto guida, il telaio e le sospensioni.

## Carriera agonistica

### 1961
La 156 F1 non deluse le aspettative di rivalsa della scuderia, reduce da annate poco convincenti, conquistando il quinto titolo piloti della scuderia di Maranello e il suo primo titolo costruttori.
La gara d'apertura della stagione 1961 ebbe luogo a Monaco e la 156 F1 si mise subito il luce conquistando il 2º (Ginther), 3º (Hill) e 4º (von Trips) posto, dietro al vincitore Stirling Moss su Lotus 18. In Olanda arrivò la prima vittoria grazie a von Trips, seguito al secondo posto da Phil Hill, che vinse invece il successivo GP del Belgio, nel quale le Ferrari si piazzarono ai primi quattro posti (2º von Trips, 3º Ginther, 4º Gendebien).

Phil Hill conquista la vittoria al Gran Premio d'Italia 1961 e si aggiudica il titolo mondiale piloti.

Il GP di Francia vide il fortunato esordio di Giancarlo Baghetti. Grazie anche ai ritiri di Ginther e von Trips, che guidavano le 156 con motore a 120° e che erano stati i più veloci per tutte le prove, Baghetti diede vita ad un duello con la più competitiva Porsche di Gurney, riuscendo ad avere la meglio nonostante un problema al radiatore. Si tratta, fino ad oggi dell'unica volta in cui un pilota vincesse la sua gara d'esordio in Formula 1. In Gran Bretagna la Ferrari mise a segno un altro successo realizzando una tripletta (1º von Trips, 2º Hill, 3º Ginther), mentre in Germania Hill e von Trips conquistarono rispettivamente il 2º e 3º posto.
Al GP d'Italia, penultima gara della stagione, Hill e von Trips si presentarono con le stesse probabilità di vincere il titolo; tuttavia il confronto tra i due durò poco a causa della tragica morte di von Trips: sul finire del secondo giro Jim Clark e von Trips si presentarono appaiati all'entrata della parabolica. Il pilota inglese, tentando una frenata al limite, sbandò e tamponò la vettura di von Trips che, dopo un testacoda, uscì di pista volando contro le reti di protezione dietro le quali erano accalcati numerosi spettatori. Oltre al pilota, persero la vita 14 persone. La Ferrari, non partecipò per lutto all'ultimo gran premio, anche perché, dopo la vittoria della gara di Monza, Hill era matematicamente campione. Quello di Monza è stato il primo incidente mortale della Formula 1 ad essere trasmesso in televisione.

### 1962
Dopo un 1961 ai vertici, il 1962 fu un anno deludente per la Ferrari. Infatti, mentre la scuderia di Maranello aveva schierato la stessa vettura dell'anno prima, gli avversari avevano sviluppato nuove monoposto, più competitive della 156 F1.
Dopo un discreto avvio di stagione, dove le Ferrari conquistarono un secondo posto con Hill a Monaco, e tre terzi posti, la Scuderia di Maranello vide sfumare la possibilità di lottare per il mondiale sia per la scarsa competitività della vettura, sia perché alcune agitazioni sindacali resero problematico il lavoro di sviluppo e la Ferrari fu costretta a disertare i GP di Francia, USA e Sudafrica, mentre in Gran Bretagna si limitò a schierare una sola vettura.

## Risultati completi
| Anno | Team                       | Motore       | Gomme | Piloti      |   |   |   |     |   |     |      |  | Punti   | Pos. |
| ---- | -------------------------- | ------------ | ----- | ----------- | - | - | - | --- | - | --- | ---- |  | ------- | ---- |
| 1961 | Scuderia Ferrari SEFAC SpA | Ferrari Dino | D     | Hill        | 3 | 2 | 1 | 9   | 2 | 3   | 1    |  | 40 (52) | 1º   |
| 1961 | Scuderia Ferrari SEFAC SpA | Ferrari Dino | D     | von Trips   | 4 | 1 | 2 | Rit | 1 | 2   | Rit† |  | 40 (52) | 1º   |
| 1961 | Scuderia Ferrari SEFAC SpA | Ferrari Dino | D     | Ginther     | 2 | 5 | 3 | 15  | 3 | 8   | Rit  |  | 40 (52) | 1º   |
| 1961 | Scuderia Ferrari SEFAC SpA | Ferrari Dino | D     | Mairesse    |   |   |   |     |   | Rit |      |  | 40 (52) | 1º   |
| 1961 | Scuderia Ferrari SEFAC SpA | Ferrari Dino | D     | R.Rodríguez |   |   |   |     |   |     | Rit  |  | 40 (52) | 1º   |
| 1961 | Scuderia Ferrari SEFAC SpA | Ferrari Dino | D     | Gendebien   |   |   | 4 |     |   |     |      |  | 40 (52) | 1º   |

| Anno | Team | Motore       | Gomme | Piloti   |  |  |  |   |  |  |  |  | Punti   | Pos. |
| ---- | ---- | ------------ | ----- | -------- |  |  |  | - |  |  |  |  | ------- | ---- |
| 1961 | FISA | Ferrari Dino | D     | Baghetti |  |  |  | 1 |  |  |  |  | 40 (52) | 1º   |

| Anno | Team          | Motore       | Gomme | Piloti   |  |  |  |  |     |  |     |  | Punti   | Pos. |
| ---- | ------------- | ------------ | ----- | -------- |  |  |  |  | --- |  | --- |  | ------- | ---- |
| 1961 | Sant Ambroeus | Ferrari Dino | D     | Baghetti |  |  |  |  | Rit |  | Rit |  | 40 (52) | 1º   |

| Anno | Team                       | Motore       | Gomme | Piloti      |     |    |     |  |     |     |     |  |  | Punti | Pos. |
| ---- | -------------------------- | ------------ | ----- | ----------- | --- | -- | --- |  | --- | --- | --- |  |  | ----- | ---- |
| 1962 | Scuderia Ferrari SEFAC SpA | Ferrari Dino | D     | Hill        | 3   | 2  | 3   |  | Rit | Rit | 11  |  |  | 18    | 6º   |
| 1962 | Scuderia Ferrari SEFAC SpA | Ferrari Dino | D     | Baghetti    | 4   |    | Rit |  |     | 10  | 5   |  |  | 18    | 6º   |
| 1962 | Scuderia Ferrari SEFAC SpA | Ferrari Dino | D     | Bandini     |     | 3  |     |  |     | Rit | 8   |  |  | 18    | 6º   |
| 1962 | Scuderia Ferrari SEFAC SpA | Ferrari Dino | D     | R.Rodríguez | Rit | NP | 4   |  |     | 6   | Rit |  |  | 18    | 6º   |
| 1962 | Scuderia Ferrari SEFAC SpA | Ferrari Dino | D     | Mairesse    |     | 7  | Rit |  |     |     | 4   |  |  | 18    | 6º   |

| Legenda | 1º posto     | 2º posto | 3º posto    | A punti         | Senza punti/Non class.  | Grassetto – Pole position Corsivo – Giro più veloce |
| Legenda | Squalificato | Ritirato | Non partito | Non qualificato | Solo prove/Terzo pilota | Grassetto – Pole position Corsivo – Giro più veloce |

## Impressioni di guida
Ecco come Giancarlo Baghetti ricordava la 156 F1:

 l'assetto secco e nervoso della vettura richiedeva molta attenzione nei cambi di marcia, ad ognuno dei quali la macchina tendeva ad ondeggiare sulla pista. La leva del cambio aveva scatti secchi e duri, e se non dava i tremendi contraccolpi che si sentivano nella Testa Rossa ci procurava comunque vesciche e callosità alle mani. Il volante non richiedeva sforzi particolari, però aveva reazioni violente e occorreva controllarlo stringendolo forte: era difficile perché aveva la corona sottile [...] Inoltre il roll-bar di protezione era finto, si sarebbe piegato al primo urto e d'altronde non si usavano le cinture di sicurezza [...]

La 156 a 120° era modificata in molti particolari. Era una vettura più equilibrata, con il centro di gravità più basso. [...] Su una pista così veloce come Monza balzavano in evidenza i problemi aerodinamici [...]. In rettilineo si sentiva lo sterzo alleggerirsi o improvvisamente indurirsi secondo l'assetto longitudinale della vettura nei sobbalzi.»